# Formato de archivo
Un formato de archivo es una especificación que define la forma en que la información se organiza y se codifica en un archivo informático. Dado que una unidad de disco o de cualquier memoria solo puede almacenar bits, el ordenador o computadora debe tener algún método para convertir la información en datos binarios (ceros y unos). Existen diversos tipos de formatos para diferentes tipos de archivos que puedan ser usados. No obstante, cada tipo de archivo puede almacenarse en una variedad de formatos adicionales añadiendo información y haciendo que la forma de trabajarlos sea más compleja ya que se almacenan en diferentes formatos. 
Los datos de un formato de archivo son guardados en ficheros informáticos. La manera en la que se organizan y clasifican dichos ficheros se denomina formato de archivo. Por ejemplo, estos documentos de un procesador de texto se pueden guardar en diferentes formatos, siempre en función de su contenido y la categoría del mismo: por ejemplo,
- .doc (para documentos en MS Word de versiones anteriores a la de 2003)
- .odt (para documentos editables de OpenOffice)
- .pdf (para documentos digitales).

## Generalidades
En cuanto al manejo de datos, cada formato tiene características diferentes que les permiten almacenar determinados tipos de datos conforme las necesidades de quien crea y/o gestiona esos archivos. El formato JPEG (también llamado JPG) por ejemplo, está diseñado para almacenar solamente imágenes estáticas. Otros formatos de archivo, sin embargo, están diseñados para almacenar varios tipos diferentes de datos: el formato GIF admite almacenar tanto imágenes estáticas como animaciones simples, y el formato Quick Time puede actuar como un contenedor para muchos tipos diferentes de multimedia. Un archivo de texto es simplemente uno que almacena cualquier texto, en un formato como ASCII o Unicode, con pocos o ningún caracteres de control. 
Algunos formatos de archivo, como HTML o el código fuente de algún lenguaje de programación particular, también funcionan como archivos de texto. Sin embargo, sus características les permiten ser usados para propósitos más específicos.
Es usual que los programas y aplicaciones posibiliten abrir archivos con extensiones distintas a la de los atribuidos a su edición en particular, generalmente considerando las extensiones de archivo de utilización más frecuente en la rama de actividad en la que opera. Por ejemplo, MS Word está creado para crear archivos de documentos (extensiones «.docx» y  «.doc»), aunque también admite abrir archivos «.txt» (archivos de texto editables con bloc de notas), además de que sus versiones más recientes permiten también abrir y editar archivos con extensión «.odt» (editables con OpenOffice). 
No obstante lo anterior, existen archivos que por las características de su extensión, aunque puedan ser editables en un programa diferente del que lo originó, no necesariamente puedan ser legibles o entendibles conforme el fin último con el que se los creó, ya que su codificación es diferente. Por ejemplo, se puede reproducir un documento de Microsoft Word como si fuera una canción usando un programa de reproducción de música que acepte archivos de audio «sin cabecera». Sin embargo, el resultado no tendrá coherencia en cuanto a composición musical ya que una disposición sensata de bits en un formato casi nunca tiene sentido en otro.

## Métodos para determinar el formato de archivo
Un archivo, como contenedor general de datos, posee una estructura interna específica para cada formato particular. Esta estructura define lo que se conoce como el formato de archivo.
Dado que la estructura del formato está diseñada para aplicaciones específicas, a menudo se requieren programas especiales para manipular archivos. Una excepción la constituyen los formatos de uso general, como los archivos de texto, donde los datos están codificados en ASCII o Unicode. Los formatos de texto populares incluyen JSON, TOML, YAML y XML.
El formato de archivo suele identificarse mediante su extensión. Por ejemplo, un archivo llamado prova.txt es un archivo de texto, mientras que prova.jpg es una imagen JPEG. Muchos sistemas operativos, como Windows y MS-DOS, utilizan este método de identificación.
Otro método para identificar el formato es el uso de «magic numbers», que son secuencias cortas de bytes ubicadas generalmente al inicio del archivo y que permiten identificar el formato de manera inequívoca. Por ejemplo, en sistemas Unix y tipo Unix, la secuencia ASCII #! (llamada «shebang») indica un archivo ejecutable.
En algunos sistemas, como Macintosh y HFS+, el formato de archivo puede almacenarse en sus metadatos. Un enfoque similar se utiliza para archivos compartidos mediante correo electrónico o transmitidos por Internet, empleando cabeceras MIME o tipos MIME.